# Maruša Sevšek
Maruša Sevšek (Ljutomer, 12 febbraio 1995) è una calciatrice slovena, centrocampista dello Spezia.

## Carriera

### Club
Nata a Ljutomer, nella Slovenia nord-orientale, inizia a giocare a calcio con il Velenje, rimanendovi fino al 2009.
Nel 2010 passa al Rudar Škale, debuttando in massima serie slovena il 16 marzo, a 15 anni, giocando titolare nel successo interno per 2-1 sul Krka. Segna le sue prime reti l'11 aprile, realizzando una doppietta nel 6-0 esterno contro il Velesovo Cerklje in campionato. In 7 stagioni in neroverde gioca 119 volte segnando 32 reti e vincendo la Coppa di Slovenia nel 2014-2015.
Nel 2016 va a giocare al Radomlje, esordendo il 28 agosto nel successo per 4-0 in trasferta contro il Krim in campionato, nel quale gioca dall'inizio. Rimane fino a fine anno, giocando 12 partite.
Nel 2017 cambia di nuovo squadra, passando all'Olimpia Lubiana, con cui debutta il 3 settembre nel 3-1 interno sul Krim in campionato, gara nella quale gioca titolare. Segna il suo primo gol l'8 ottobre, realizzando l'11-1 all'83' nell'11-2 casalingo contro l'ŽNK Ankaran Hrvatini in Prva liga. Termina con 12 presenze e 3 reti in una stagione, vincendo il campionato. Con la squadra della capitale slovena debutta anche nei turni preliminari di Women's Champions League, contro le svizzere dello Zurigo.
Nell'estate 2018 si trasferisce in Italia, andando a giocare al Tavagnacco, in Serie A, ritrovando la compagna di nazionale Kaja Eržen.

### Nazionale
Inizia a giocare nelle nazionali giovanili slovene nel 2010, con l'Under-17, disputando fino al 2012 7 gare e segnando 1 rete. Nel 2011 passa in Under-19, rimanendovi fino al 2013, giocando 9 partite ufficiali e realizzando 1 gol.
Debutta in gara ufficiale con la nazionale maggiore l'8 maggio 2014, subentrando all' 80' a Mateja Zver nella sconfitta interna per 3-0 contro la Croazia a Ptuj nelle qualificazioni al Mondiale 2015 in Canada.

## Statistiche

### Presenze e reti nei club
Statistiche aggiornate al 20 aprile 2019.
| Stagione        | Squadra         | Campionato      | Campionato | Campionato | Coppe nazionali | Coppe nazionali | Coppe nazionali | Coppe continentali | Coppe continentali | Coppe continentali | Altre coppe | Altre coppe | Altre coppe | Totale | Totale |
| Stagione        | Squadra         | Comp            | Pres       | Reti       | Comp            | Pres            | Reti            | Comp               | Pres               | Reti               | Comp        | Pres        | Reti        | Pres   | Reti   |
| --------------- | --------------- | --------------- | ---------- | ---------- | --------------- | --------------- | --------------- | ------------------ | ------------------ | ------------------ | ----------- | ----------- | ----------- | ------ | ------ |
| 2018-2019       | Tavagnacco      | A               | 2          | 0          | CI              | 0               | 0               | -                  | -                  | -                  | -           | -           | -           | 2      | 0      |
| Totale carriera | Totale carriera | Totale carriera | 2          | 0          | -               | 0               | 0               | -                  | -                  | -                  | -           | -           | -           | 2      | 0      |

## Palmarès

### Club
- Ženski nogometni pokal: 1

Rudar Škale: 2014-2015
- Campionato sloveno: 1

Olimpia Lubiana: 2017-2018